# Wanderer W11
De Wanderer W11 was een personenauto uit de hogere middenklasse die geproduceerd werd van 1928 tot 1941 door het Duitse automerk Wanderer. Het was het eerste model van Wanderer met een zescilindermotor.

## Modellen
De W11 was verkrijgbaar als open toerwagen, sedan, limousine, cabriolet of roadster. De wagens werden aangedreven door een 2,55-liter zescilinder-in-lijnmotor met kopkleppen, met een vermogen van 50 pk. Het motorvermogen werd afgeleverd op de achteras via een drieversnellingsbak met een schakelpook in het midden van de auto. De wagen was vooraan en achteraan voorzien van starre assen met bladveren.
In 1930 werd de auto gereviseerd met een vierversnellingsbak, een langere wielbasis en nieuwe carrosserieën, waaronder van Daimler-Benz, Reutter (Stuttgart) en Gläser (Dresden). In 1933 werd de W11 na ongeveer 5200 geproduceerde exemplaren vervangen door de kleinere W22.
Van 1933 tot 1941 werden ongeveer 4500 W11/I kübelwagens met de 65 pk sterke 3-liter motor van de W14 geproduceerd voor de Wehrmacht.

## Technische gegevens
| Type           | Motor     | Motor     | Motor    | Overbrenging  | Topsnelheid | Jaartal   |
| Type           | Inhoud    | Cilinders | Vermogen | Overbrenging  | Topsnelheid | Jaartal   |
| -------------- | --------- | --------- | -------- | ------------- | ----------- | --------- |
| W11 (10/50 PS) | 2.550 cm³ | 6-in-lijn | 50 pk    | manuele 3-bak | 90 km/u     | 1928-1930 |
| W11 (10/50 PS) | 2.550 cm³ | 6-in-lijn | 50 pk    | manuele 4-bak | 97 km/u     | 1930-1933 |

## Fotogalerij

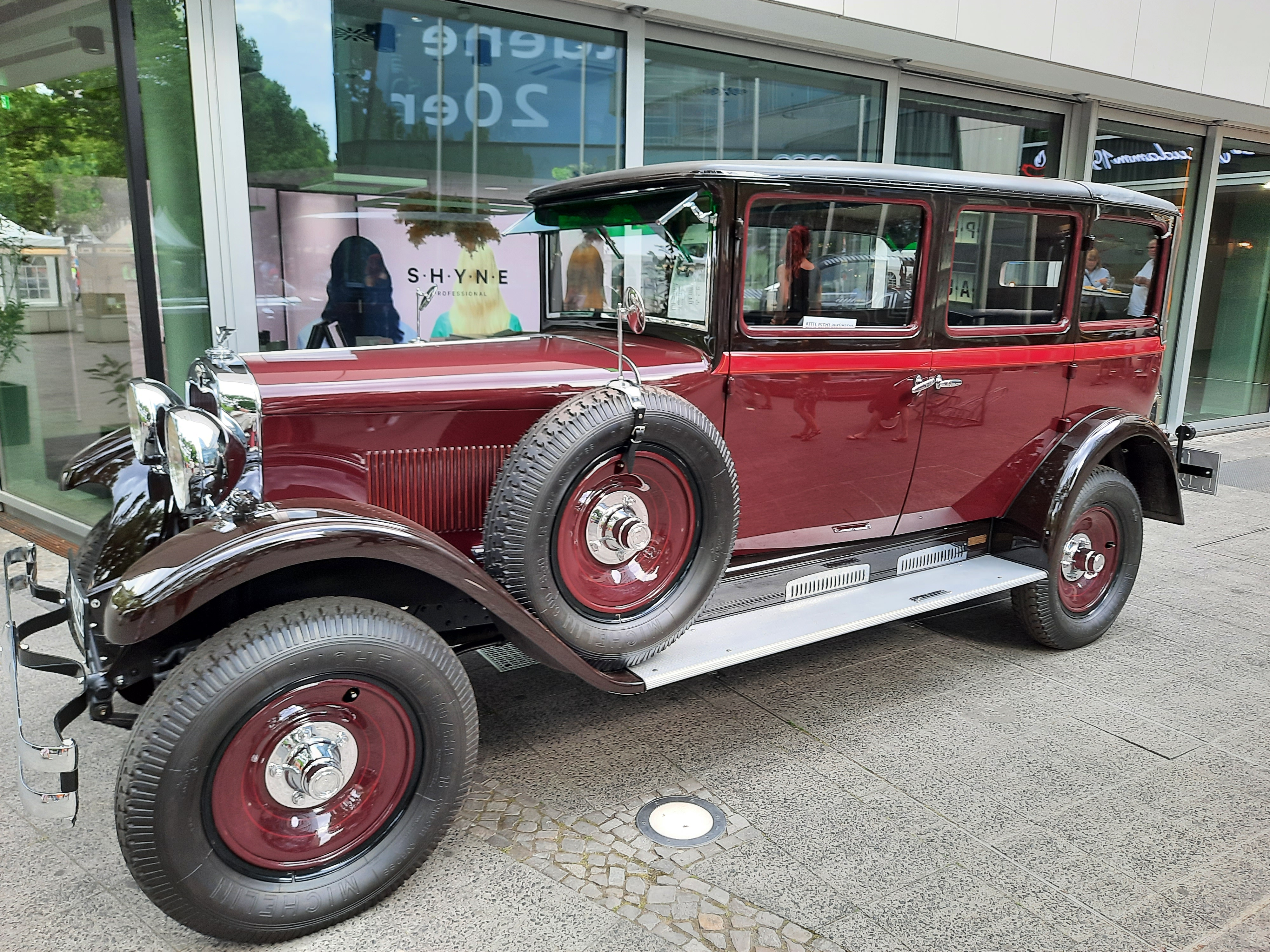
Wanderer W11 Landaulet (1929)
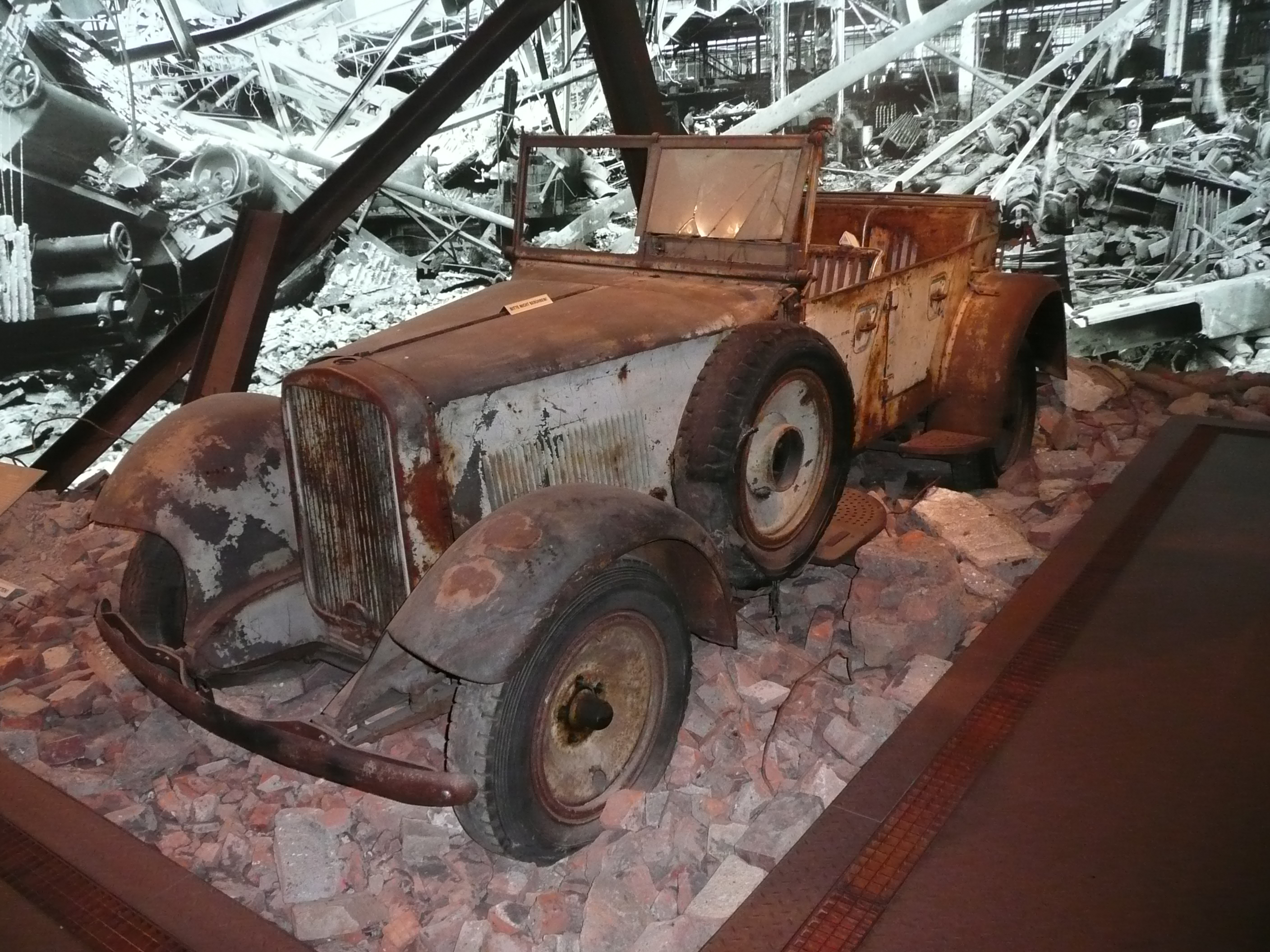
Wanderer W11 kübelwagen (1940)